# Бугутты
Бугутты (Бугыты) — северо-восточные отроги хребта Заилийский Алатау на территории Алматинской области Казахстана. Состоят из двух отрогов: Улькен-Бугутты и Киши-Бугутты. Протянулись с запада на восток на 70 км, наибольшая ширина составляет 40 км. Наибольшая высота — 1816 м над уровнем моря (горы Улькен-Бугутты). Образованы интрузивными горными породами каменноугольного, пермского периодов. В Бугуттах имеются залежи вольфрама. Почвы серозёмные, в отдельных местах светло-каштановые. На склонах произрастают биюргун и боялыч.

## Богутинское месторождение
В Бугуттах имеются залежи вольфрама. Месторождение расположено на южных склонах хребта Улькен Богуты, недалеко от Алматы и Хоргоса. Подтвержденные запасы вольфрамовых руд на месторождении Богуты оцениваются в 120 млн тонн. В 2024 году на Богутинском месторождении вольфрамовых руд, которое расположено в Енбекшиказахском районе, был введен в эксплуатацию современный казахстано-китайский горно-обогатительный комбинат. В реализации проекта в рамках инициативы «Пояс и Путь» также принимали участие китайские инвесторы, в качестве подрядчика выступила компания China Civil Engineering Construction Corporation (CCECC).